# Break.com
Break.com (antes Big-boys.com) es un sitio web de humor fundado en 1998 que ofrece videos de comedia, juegos en flash, e imágenes entre otro material. El director general de Break es Keith Richman. El público objetivo del sitio web es hombres de 19 a 35 años.

## Contenido
El foco principal del sitio es vídeos, con un énfasis en los vídeos chistosos y otro el material apuntados hacia su varón demográfico. La rotura también tiene varias categorías video incluyendo la animación, militares, deportes, humor, películas y la hospitalidad. Rompa los postes áspero 8 nuevos vídeos en el homepage por el día, consistiendo en sobre todo películas caseras generadas usuario de la gente que realiza trucos y bromas. Algunos de los vídeos ofrecen a la gente que consigue dañada, generalmente como resultado de su propia imprudencia o insentatez, en propósito o accidentalmente, pero la rotura no fija los vídeos donde está cierto que ha muerto alguien (a excepción del vídeo de la ejecución de Saddam Hussein). El sitio también incluye los clips de la televisión y otros vídeos virales.
Los visitantes podían una vez alinear el material del sitio en una escala de 1 a 5, pero la rotura ha substituido desde entonces esta característica por un sistema de los pulgares up/thumbs abajo. Las cuentas negativas no se permiten en los vídeos - un “pulgar abajo” contraría simplemente el voto de un “pulgar para arriba.” Los usuarios pueden también comentar respecto la mayor parte de a las entradas individuales.
En enero de 2006, Break.com introdujo un sistema huésped del nuevo archivo para que sus usuarios compartan sus archivos. De ficheros compartidos puede ser promovido al homepage que se ofrecerá. Los usuarios que reciben los archivos originales promovidos al homepage son pagados y el usuario abandona todas las derechas a su material bajo contrato.
En el mes de julio de 2008 este fue uno los 300 sitios web más visitados del mundo. Las empresas de TMFT, LLC son las dueñas jde la web.

## Contenido de los videos
En agosto de 2006, Break.com y Showtime Channel promocionaron Weeds un concurso en donde los usuarios de Break.com subían sus vídeos originales uniendo los temas de la demostración, con los ganadores elegibles para salir al aire en el canal.
En marzo de 2007, Break.com firmó un contrato con los NBCU Digital Studios para desarrollar una serie de banda ancha que se ofrecido en Break.com, titulado Breakers. La demostración implicará a las mujeres atractivas que encuentran maneras diferentes de romper objetos. El ingresos por publicidad de Breakers vendrá de los negocios que pagan por hacer que su producto se rompa en la demostración. Break.com espera que la joven población masculina atraiga publicidad. CEO Keith Richman de Break.com indicó: “tenemos una audiencia masculina que tenga gusto de mujeres atractivas y de la demolición".
En abril de 2007, Break.com anunció un reparto con el productor Endemol en los EUA(productora de Fear Factor y Big Brother) para crear una nueva demostración llamado Record Breakers. La demostración se centrará alrededor de los contendientes que intentan romper records mundiales "negros". Endemol eligió Break.com para aumentar su capacidad de alcance a la juventud masculina. Según MediaWeek la demostración es probable que atraiga publicidad a Break.com